# ۹۷۵ (قمری)
۹۷۵ (قمری)، نهصد و هفتاد و پنجمین سال در گاهشماری هجری قمری است. اول محرم این سال برابر با هجدهم ژوئیه سال ۱۵۶۷ میلادی است.